# 마리아 벨렌
《마리아 벨렌》(스페인어: María Belén)는 2001년 방영된 멕시코의 텔레노벨라이다.